# Janki (gmina Hrubieszów)
Janki – wieś w Polsce położona w województwie lubelskim, w powiecie hrubieszowskim, w gminie Hrubieszów.
W latach 1975–1998 miejscowość należała administracyjnie do województwa zamojskiego. 
Wieś jest sołectwem w gminie Hrubieszów. Według Narodowego Spisu Powszechnego (III 2011 r.) liczyła 270 mieszkańców i była 21. co do wielkości miejscowością gminy.
W kwietniu 2010 w Jankach posadzono 96 Dębów Pamięci upamiętniających ofiary katastrofy polskiego Tu-154 w Smoleńsku.
Wierni Kościoła rzymskokatolickiego należą do parafii św. Apostołów Piotra i Pawła w Moniatyczach.

## Zabytki
- cerkiew prawosławna, obecnie kościół rzymskokatolicki parafialny pw. MB Różańcowej, drewnniany z roku 1875,(przeniesiona z Zawalowa w roku 1986), nr rejestru: A/1612 z dnia 26 listopada 1966(dts)[11].